# Ivo Perović
Ivo Perović (Arbanasi, 1882. − 1958.), hrvatski političar.

## Životopis
Ivo Perović rodio se u selu Arbanasima kod Zadra 1882. godine. U Zadru je završio osnovnu i srednju školu. Još kao učenik isticao se kao djelatnik na nacionalnom području, osobito u Zadru i okolici, gde je organizirao sokolska i ostala prosvjetna društva. Pravni studij odslušao je u Zadru, Pragu i Beču.
Dr. Perović bio je mason. Obnašao je dužnost velikog župana splitske oblasti, pomoćnika ministra unutarnjih poslova. Od 1931. godine do 1935. godine bio je ban Savske banovine. Kraljevski namjesnik maloljetnog kralja Petra II. Karađorđevića od 11. listopada 1934. do 27. ožujka 1941. godine. Na dužnost imenovan nakon marseilleskog atentata na kralja Aleksandra Karađorđevića. U tročlanom namjesništvu bio je zajedno s knezom Pavlom Karađorđevićem i Radenkom Stankovićem. Vlast je u biti pripala Pavlu Karađorđeviću, jer su druga dvojica namjesnika svedena na „nazočne građane“.
Knez Pavle je ostao na mjestu namjesnika sve do vojnog udara 27. ožujka 1941. godine, nakon čega je otišao u izbjeglištvo.
Poslije Drugoga svjetskog rata sudilo mu se. Okružni sud u Beogradu osudio je kraljevske namjesnike Ivu Perovića i Radenka Stankovića 16. kolovoza 1949. godine zbog pristupanja Kraljevine Jugoslavije Trojnom paktu. Ivo Perović osuđen je na 11 godina zatvora, gubitak svih građanskih prava i konfiskaciju cjelokupne imovine.